# Dogon

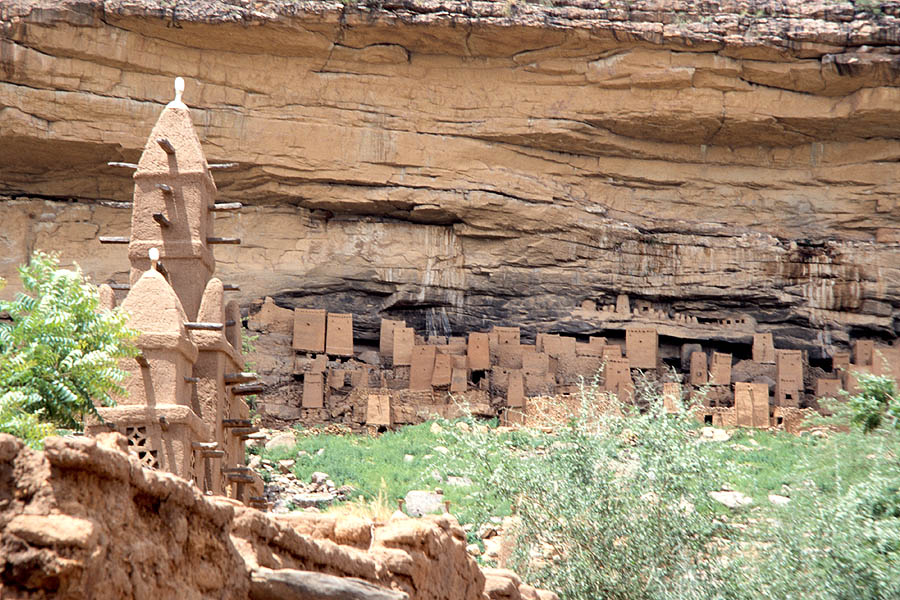
Antico villaggio Dogon.

I Dogon sono una popolazione africana del Mali. 
Questa popolazione, di circa 240.000 individui, occupa la regione della falesia di Bandiagara a sud del fiume Niger, e alcuni gruppi sono stanziati nei territori attigui al Burkina Faso. 
Sono prevalentemente coltivatori di miglio, caffè e tabacco e hanno una particolare abilità come fabbri e scultori.
La lingua dogon presenta caratteristiche particolari, con molte varianti e dialetti. Ogni membro di questa popolazione ha quattro nomi: un nome proibito e segreto, un altro che è "corrente", uno che si riferisce alla madre e uno che è il nome della classe di età. Per evitare problemi con le altre parole di uso comune, questi nomi sono presi dai dialetti di altre tribù Dogon. Ogni nome ha un significato linguistico.

## Storia

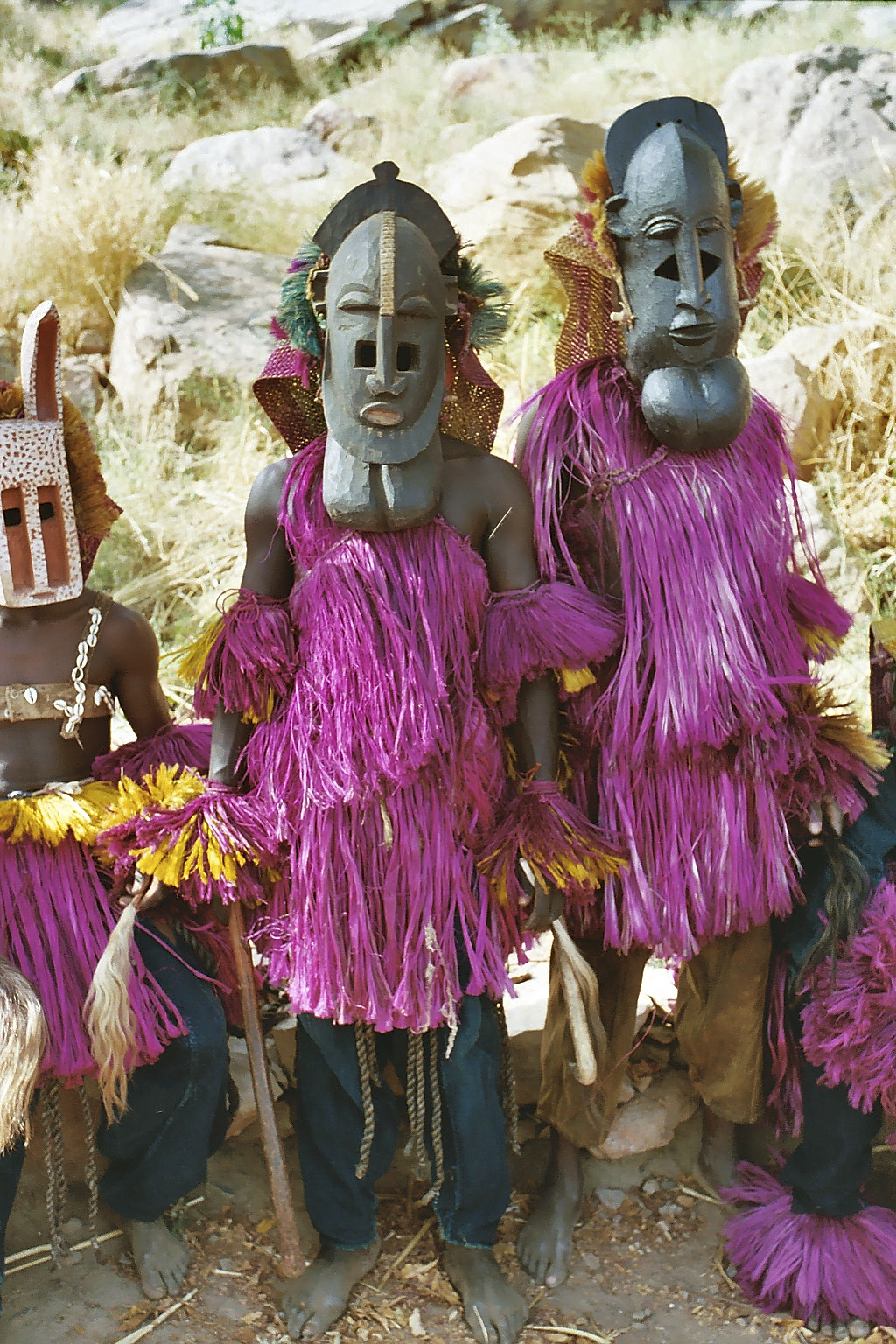
Due Dogon mascherati

I Dogon si sono spostati dalla regione Mandé, a sud est del Mali, durante il XIV secolo e si sono fermati nella regione di Bandiagara, allora abitata dai Tellem. La loro storia si collega a questo punto con quella dei vicini Bozo, con cui intrattengono molti rapporti di scambio e reciprocità.

## Arte
I Dogon hanno realizzato statue solenni raffiguranti gli antenati, talvolta rappresentate con le braccia alzate (come segno d'invocazione della pioggia). Tra le statue più caratteristiche vi sono quelle gemelle e a due teste, riferite al mito dei gemelli divini, oppure quelle raffiguranti guerrieri a cavallo o donne con un bambino al braccio. Molto diffuse e variegate sono le maschere, tra le quali spicca quella monumentale che rappresenta il serpente iminama, che raggiunge anche i dieci metri di altezza. Caratteristiche anche le "porte da granaio", arricchite da rilievi collegati alla cosmogonia.

## Religione
Tradizionalmente, praticano una religione animistica, e nonostante i contatti con l'Islam nero e con altre religioni monoteistiche, essi mantengono un legame molto forte con le loro tradizioni religiose.
La religione dei Dogon presenta un unico dio creatore, Amma, che ha generato i suoi figli con la Terra, sua sposa: Yurugu e che moltiplicò il genere umano tramite il sacrificio di Lebe

Il Nommo è un essere quadruplo, in quanto formato da due gemelli, ciascuno sia maschio che femmina; è il maestro della parola e la insegna ai primi otto esseri umani Dogon: i primi quattro, maschi e le ultime quattro, femmine, ma in possesso anche dell'anima del sesso opposto, cioè ermafroditi. Nati dalla prima coppia umana plasmata nell'argilla da Amma, genereranno ciascuno una famiglia di antenati Dogon prima di rientrare nella Terra e diventare essi stessi Nommo. 

Un altro essere mitologico e di cui si raccontano le gesta è Moyna.

## Cerimonie
La loro antica religione animista si esprime in cerimonie e danze rituali, in cui le maschere sono l'elemento più importante.

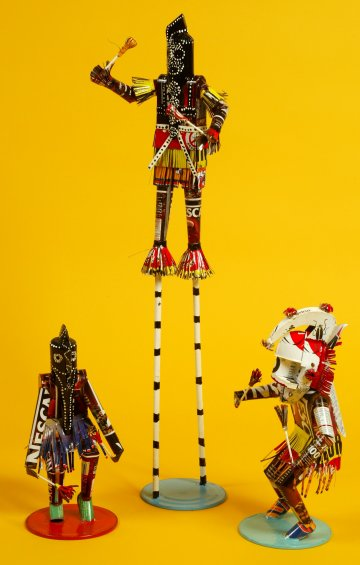
Statuette di danzatori dogon
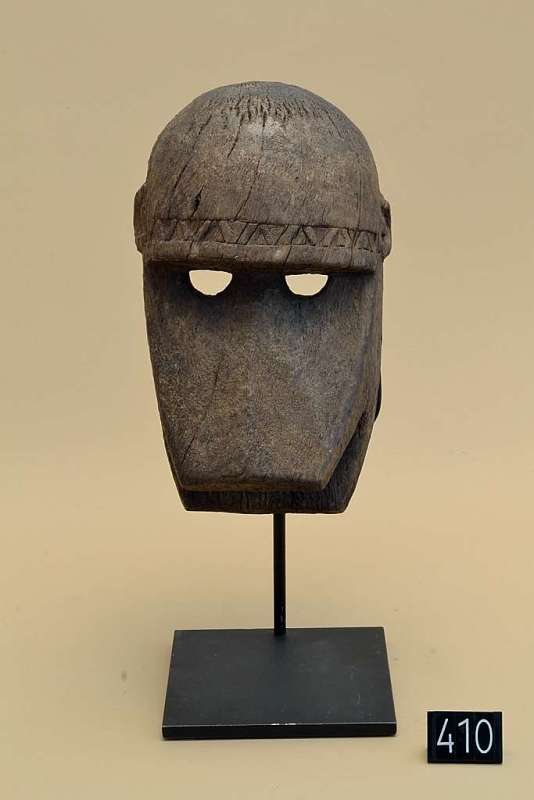
Maschera Dogon, Mali (Raccolte Extraeuropee del Castello Sforzesco)

Una volta ogni sessant'anni viene celebrato il Sigui, cerimonia itinerante di villaggio in villaggio, che rappresenta la perdita dell'immortalità da parte dell'uomo, attraverso la rievocazione della morte del primo antenato Dyongu Seru, rappresentato dalla iminana una grande maschera che viene intagliata a forma di serpente ed è alta circa 10 metri. Questa straordinaria maschera viene poi conservata in una grotta segreta.
Il villaggio è costruito seguendo le forme umane: la testa è costituita dal toguna, la casa della parola, una bassa tettoia dove l'hogon e gli anziani si ritrovano per discutere le questioni importanti del villaggio; il tronco e gli arti sono occupati dalle case di fango con i relativi granai dal caratteristico tetto di paglia di forma conica.

## I Dogon e l'astronomia

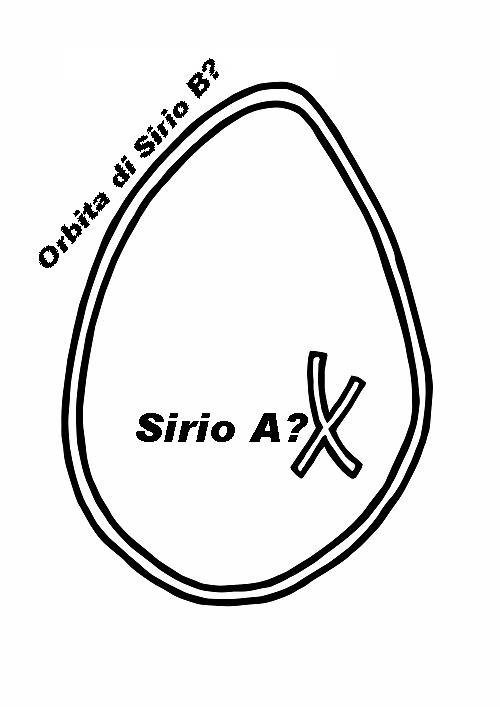
Un graffito Dogon ritraente secondo alcuni studiosi l'orbita di Sirio B attorno a Sirio

Griaule e Dieterlen, che per oltre un ventennio, tra il 1931 e il 1956, hanno vissuto tra i Dogon, hanno riferito che essi sembravano possedere conoscenze astronomiche molto avanzate, sull'origine delle quali si sono sviluppate numerose controversie. In particolare nel 1933 Griaule trascorse un lungo periodo in compagnia dello sciamano dogon Ogotemmêli, che si può considerare la fonte primaria delle notizie relative alla cosmogonia dei Dogon. Stando a quanto riportato da Griaule, da oltre 400 anni questo popolo sarebbe stato al corrente del fatto che la stella Sirio (sigi tolo o "stella del Sighi o Sigui"), ha una stella compagna (pō tolo o la "stella del fonio"), che orbita attorno ad essa, effettivamente scoperta nel 1844 e nota come Sirio B. I Dogon sosterrebbero, inoltre, l'esistenza di una terza stella compagna  (ęmmę ya tolo o "stella del sorgo"). Sempre gli stessi autori riferirono di avere riscontrato conoscenze relative agli anelli di Saturno e alle lune di Giove.
Nel 1976 Temple, nel suo libro The Sirius Mystery, riprendendo le osservazioni di Griaule e Dieterlen, si spinse a sostenere che la cosmologia dogon fosse il frutto di un remoto contatto con una civiltà extraterrestre, i Nommo, esseri anfibi intelligenti provenienti da un pianeta di Sirio C.
Successivamente sono stati sollevati numerosi dubbi sulla validità dei lavori di Griaule e Dieterlein.

Nel 1991, l'antropologo olandese Walter van Beek, dopo un lungo periodo di ricerche tra i Dogon, concludeva che essi non sembravano possedere conoscenze astronomiche particolarmente approfondite né il sistema di Sirio assumeva per la popolazione una particolare importanza: 
Tali verifiche hanno fatto sorgere dubbi sul valore dell'opera di Griaule, che da taluni viene oggi considerata una colossale mistificazione; altri ritengono che Griaule possa avere inconsapevolmente influenzato i suoi interlocutori o che, più semplicemente, possa avere avuto accesso a conoscenze che nel frattempo siano andate perdute.
Al di là delle controversie sulla buonafede di Griaule, resta il dato che la fonte delle eventuali conoscenze dei Dogon su Sirio, possa essere ricercata nei frequenti contatti avuti dalla popolazione con esploratori, viaggiatori, missionari e soldati occidentali.
In particolare, la spiegazione più probabile è che i Dogon avessero attinto le informazioni da un gruppo di astronomi che nel 1893 si era recato in Mali per assistere ad un'eclissi di sole".